# 吊罗山乡
吊罗山乡，是中华人民共和国海南省琼中黎族苗族自治县下辖的一个乡镇级行政单位。

## 行政区划
吊罗山乡下辖以下地区：
太平村、新安村、大美村、长田村、什插村和响土村。